# Балинтешти (Галац)
Балинтешти (рум. Balintești) насеље је у Румунији у округу Галац у општини Берешти-Мерија. Oпштина се налази на надморској висини од 109 m.

## Становништво
Према подацима из 2002. године у насељу је живело 1096 становника, од којих су сви румунске националности.